# Hedda Hopper
Hedda Hopper (rojena Elda Furry), ameriška igralka in kolumnistka, * 2. maj 1885, Hollidaysburg, Pensilvanija, Združene države Amerike, † 1. februar 1966, Hollywood, Kalifornija, ZDA.
Kariero je začela kot pevka v gledaliških zborih in kasneje odrska igralka, leta 1915 pa se je preskusila tudi v nemem filmu. Leta 1913 je postala peta žena pevca in igralca DeWolfa Hopperja. Ker je bilo njeno ime preveč podobno imenom njegovih prejšnjih štirih žena, se je po nasvetu numerologinje preimenovala v Heddo. Njen največji uspeh je bila stranska vloga v drami Virtuous Wives (1918), ki je utrdila njeno filmsko podobo salonske dame. Tekom svoje 23-letne kariere je nastopila v več kot 120 filmih.
Ko je njena igralska kariera v 1930. letih pričela bledeti, se je začela ozirati po novih virih prihodka. Leta 1935 je tako pričela pisati kolumne s trači za časopis Washington Herald, od leta 1937 pa je ustvarjala stalno kolumno »Hedda Hopper's Hollywood« za Los Angeles Times. Kot vire za svoje zgodbe je uporabljala svoje obsežno omrežje poznanstev, ki si ga je spletla kot članica hollywoodske elite in že njeno prvo večje razkritje je imelo posledice na državni ravni, leta 1939 je namreč objavila, da se zaradi afere z medicinsko sestro ločuje sin ameriškega predsednika Franklina D. Roosevelta. Na višku svojega vpliva je imela 35 milijonov bralcev, od leta 1939 pa je vodila tudi radijske oddaje. To je bilo obdobje, ko je hollywoodsko filmsko industrijo v celoti obvladovala peščica direktorjev velikih filmskih studiev. Ti so se naučili izkoriščati njen vpliv in so ustregli vsaki njeni želji, tako da je poleg 200.000 USD zaslužka na leto – več od mnogih zvezdnikov, o katerih je pisala – redno prejemala dragocena darila od studiev.
Skozi kolumne je izražala svoja konzervativna stališča in kot samooklicana varuhinja moralnih načel v Hollywoodu pogosto uperila ost proti posameznikom, ki po njenem niso delovali skladno s tradicionalnimi ameriškimi vrednotami (izvenzakonske afere, »deviantne« spolne usmerjenosti ipd.), kar je zaradi njenega vpliva uničilo številne zakonske zveze in kariere, predvsem vzhajajočih zvezd. Kot zagrizena republikanka je po drugi svetovni vojni aktivno sodelovala v McCarthyjevi gonji proti komunistom in je pogosto javno obsojala znane ljudi, ki naj bi imeli tovrstna prepričanja. Bila je gonilna sila pri vzpostavitvi razvpitega hollywoodskega črnega seznama posameznikov z (domnevno ali odkrito) levičarskimi prepričanji, ki so jim bila zaprta vrata hollywoodskih studiev. Njena najvidnejša žrtev je bil scenarist Dalton Trumbo, ki je bil tudi po njeni zaslugi zaradi svojega članstva v Komunistični partiji na črnem seznamu vse do poznih 1950. let in ga je kritizirala tudi kasneje. V navezi z FBI je močno škodovala ugledu Charlieja Chaplina, katerega je obtožila komunizma in podpihovala afero z ugotavljanjem očetovstva otroka igralke Joan Barry ter problematizirala njegovo zvezo z osemnajstletno Oono O'Neill. Znamenito je bilo tudi njeno rivalstvo s kolumnistko Louello Parsons. Posebej je zamerila igralki Ingrid Bergman, ki jo je prej v svojih kolumnah idolizirala in ji pomagala do nekaj pomembnejših vlog, nato pa se ji je Bergmanova zlagala glede razkritja Parsonsove, da pričakuje izvenzakonskega otroka z režiserjem Robertom Rossellinijem. Po zaslugi obeh »kraljic hollywoodskega rumenega tiska« je bila tudi Bergmanova več let nezaželena v ZDA.
V javnosti je bila Hedda Hopper znana po ekstravagantnem slogu in ljubezni do najnovejše mode; samo za klobuke je letno zapravila po 5.000 dolarjev, kar je uveljavljala kot poslovni izdatek in za to prejela davčno olajšavo. Nemška propaganda je njeno podobo med drugo svetovno vojno uporabljala kot zgled za sprevrženost ameriške družbe. V kasnejših letih je nastopila še v nekaj manjših filmskih vlogah in izdala avtobiografijo, praktično do smrti v 76. letu starosti pa je redno ustvarjala svoje kolumne s trači, čeprav je njen vpliv po koncu obdobja dominacije velikih studiev v ameriški filmski industriji zbledel.